# アルビン・クレンツレーン
アルビン・クリスチャン・クレンツレーン、アルビン・クレンツライン（Alvin Christian Kraenzlein, 1876年12月12日 - 1928年1月6日）は、アメリカ合衆国の男子陸上競技選手。1900年パリオリンピックの陸上競技で4個の金メダルを獲得した選手である。いずれも個人種目であり、陸上競技で1大会に個人種目で4つ獲得したのは、近代オリンピック史上彼1人でだけある。
クレンツレーンはアメリカ合衆国ウィスコンシン州ミルウォーキーの出身で、ウィスコンシン大学に入学後、歯科医になるためペンシルベニア大学に入学している。彼は1897年に220ヤードハードルで初めてのタイトルを獲得。翌年からさらに多くの大会で短距離、ハードル、幅跳びにおいて優勝を飾っている。特に、クレンツレーンは、ハードリングの技術があり、現在では当たり前になっている前足をまっすぐにしてハードルを越える練習をはじめて行ったのも彼である。
1900年に、クレンツレーンはパリオリンピックの前に調整のためイギリスにわたり、そこで行われた120ヤードハードルと走幅跳で勝利を収めている。そして、オリンピック本番では、60m走、110 mハードル、200mハードル、そして走幅跳の4冠を達成した。
60mでは、予選、決勝とも7.0秒で走り、決勝では、僅差でジョン・テュークスベリー (John Tewksbury) を下し優勝した。走幅跳はさらに劇的で、クレンツレーンは2位のマイヤー・プリンスタイン (Meyer Prinstein) にわずか1cmで勝利している。これにはいわくがあり、プリンステインは予選でトップであったが、決勝には出場していないのである。それは、決勝は日曜日に行われることとなっていたため、プリンステインとクレンツレーンは申し合わせて日曜日には競技しないこととしたものであった。しかしそれに反し、クレンツレーンは決勝に出場し、予選のプリンステインの記録を逆転したものであった。プリンステインは激怒し、一説によるとクレンツレーンをぶん殴ったとも、殴ろうとしたが止められたともいわれている。
クレンツレーンは、6つの世界記録を持ったまま、翌年引退をした。そして、大学を卒業し、歯医者となった。何年間か働いた後、彼はペンシルベニア大学のコーチとして戻ってきた。

## 関連書籍
- ロベルト・L・ケルチェターニ著 『近代陸上競技の歴史 1860-1991 誕生から現代まで<男女別>』 ベースボール・マガジン社 1992年、9-12ページ ISBN 4-583-02945-4
- 岡尾恵一著 『陸上競技のルーツをさぐる』 文理閣 1996年、102-103、153ページ ISBN 4-89259-264-1